# Olivier Muytjens
Olivier Muytjens, né le 14 avril 1981 à Sao Paulo au Brésil, est un pilote automobile belge.

## Carrière

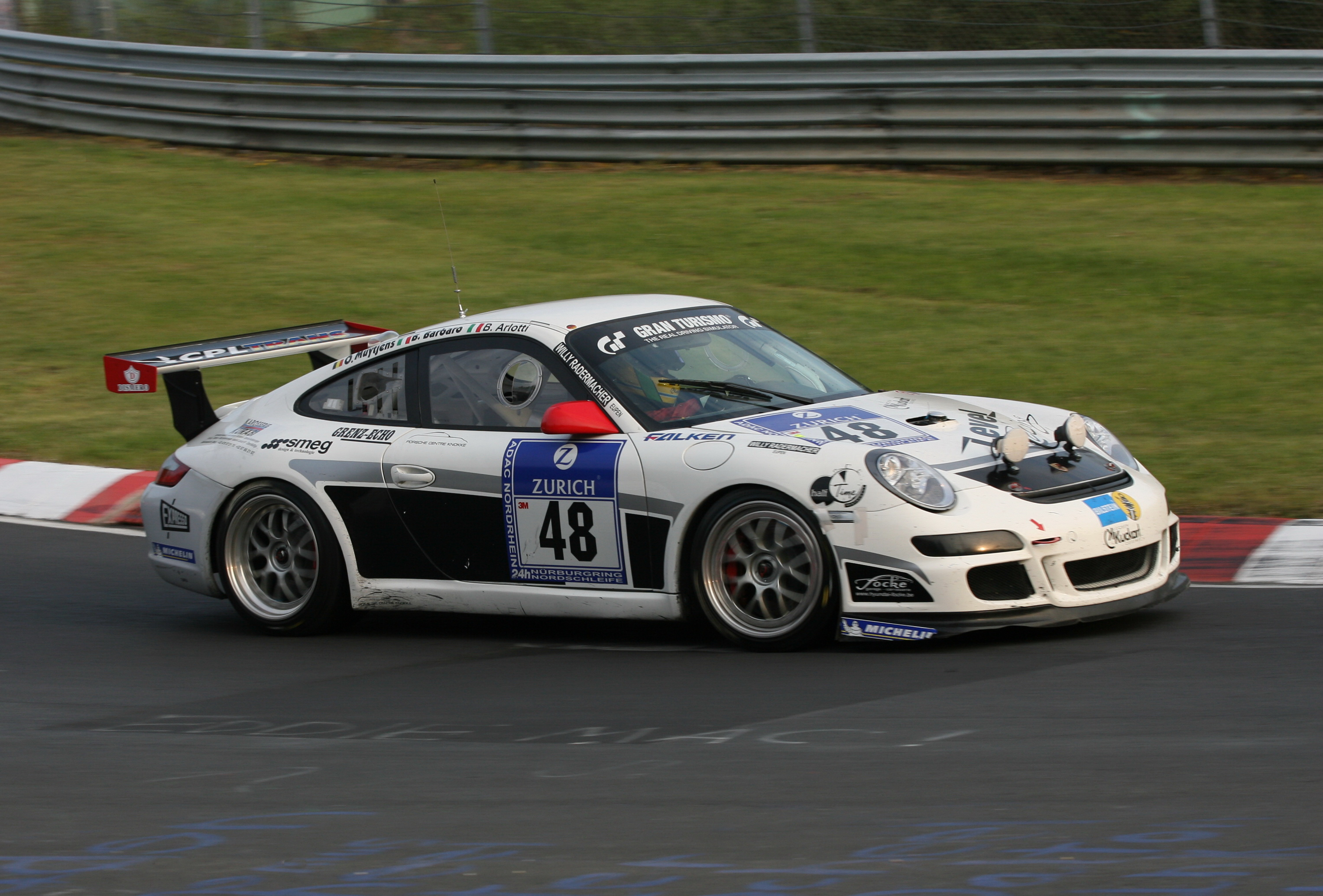
Olivier Muytjens aux 24 Heures du Nürburgring 2010

Muytjens commence sa carrière en karting au milieu des années 1990. Il devient champion Benelux de Formule Ford First Division en 2001, sa première saison automobile. L'année suivante il participe au championnat d'Allemagne de Formule König, et se classe 8e. Durant l'intersaison il effectue plusieurs tests en Formule 3000. L'année 2003 lui permet d'accéder au championnat allemand de Formule 3, mais en manque d'appui financier, l'aventure se termine après quatre courses. Il décide alors de se diriger vers les courses d'endurance, et devient champion de Belgique en catégorie Silhouette en 2003 et 2004 sur une Ford Mondeo. En 2005 il remporter un quatrième titre national, au volant d'une BMW 318 WTCC. Les 24 Heures de Zolder lui ont souri à plusieurs reprises, puisqu'il y a remporté quatre victoires de classe, terminant à la quatrième place du général en 2006. En 2007, il termine deuxième de la catégorie G2 aux 24 Heures de Spa, sur Mosler MT900 GT3. Il remporte sa catégorie à trois reprises aux 24 Heures du Nürburgring, en 2002 sur Porsche 964 Cup, en 2016 sur Toyota GT86, en 2017 sur Porsche Cayman, et termine deuxième de catégorie en 2013, 2016, et 2019 .  

## Palmarès
- 2001 : champion Benelux de Formule Ford First Division
- 2001 : champion de Hollande de Formule Ford First Division
- 2001 : champion de Belgique de Formule Ford First Division
- 2002, 2016, 2017  : vainqueur de catégorie aux 24 Heures du Nürburgring
- 2003, 2004 : champion de Belgique Belcar en catégorie Silhouette
- 2005 : champion de Belgique Belcar en catégorie Tourisme
- 2007 : deuxième de catégorie aux 24 Heures de Spa
- 2004, 2005, 2006, 2009 : vainqueur de catégorie aux  24 Heures de Zolder
- 2009 : vainqueur des 10 Heures de Zolder[3]
- 2009 : vice-champion de Belgique de Dunlop Sport Maxx Trophy
- 2013, 2016, 2019, 2021 : deuxième de catégorie aux 24 Heures du Nürburgring
- 2016 : troisième du championnat d'Allemagne de TMG GT86 Cup
- 2017 : troisième du championnat d'Allemagne de TMG GT86 Cup
- 2017 : troisième du championnat VLN SP10
- 2018 : vice-champion du championnat VLN SP3
- 2019 : vice-champion du championnat VLN SP3
- 2019 : vice-champion du Toyota Gazoo Racing Trophy
- 2020 : champion NLS Series SP3
- 2020 : troisième du Toyota Gazoo Trophy

## Résultats en championnat d'Allemagne de Formule 3
| Année | Team | Moteur | 1   | 2   | 3   | 4   | 5   | 6   | 7   | 8   | 9   | 10  | 11  | 12  | 13  | 14  | 15  | 16  | Points | Classement |
| ----- | ---- | ------ | --- | --- | --- | --- | --- | --- | --- | --- | --- | --- | --- | --- | --- | --- | --- | --- | ------ | ---------- |
| 2003  | Wöss | Opel   | OSC | OSC | LAU | LAU | HOC | HOC | NÜR | NÜR | LAU | LAU | ZEL | ZEL | ZEL | ZEL | OSC | OSC |        |            |
|       |      |        | 8   | 8   | DNF | DNF |     |     |     |     |     |     |     |     |     |     |     |     | 6      | 17         |

## Résultats aux 24 Heures de Spa
| Année | Voiture               | Équipe               | Équipiers                                        | Classe | Général | Résultat Classe |
| ----- | --------------------- | -------------------- | ------------------------------------------------ | ------ | ------- | --------------- |
| 2005  | Porsche 996 GT3 Cup   | EBRT                 | Roger Growels Rafaël Coenen                      | G2     | DNF     | DNF             |
| 2006  | Chrysler Viper GTS-R  | Red Racing           | Romain Yvon Thierry Stepec Hervé Knapick         | G2     | NC      | NC              |
| 2007  | Mosler MT900 GT3      | Gravity Racing       | Vincent Radermecker David Dermont Loris De Sordi | G2     | 22      | 2               |
| 2008  | Porsche 997 GT3 Cup S | Ice Pool Racing Team | Marc Duez Koen Wauters Ludovic Sougnez           | G3     | DNF     | DNF             |

## Résultats aux 12 Heures de Bathurst
| Année | Voiture             | Équipe       | Équipiers                            | Classe | Général | Résultat Classe |
| ----- | ------------------- | ------------ | ------------------------------------ | ------ | ------- | --------------- |
| 2013  | Porsche 997 GT3 Cup | Level Racing | Kurt Dujardyn Brody Philippe Richard | B      | 15      | 4               |

## Résultats aux 24 Heures du Nürburgring
| Année | Voiture              | Équipe                  | Équipiers                                         | Classe | Général | Résultat Classe |
| ----- | -------------------- | ----------------------- | ------------------------------------------------- | ------ | ------- | --------------- |
| 2002  | Porsche 964 Cup      | Banking                 | Eric Van De Vyver Gérard Tremblay Arnaud Peyroles | ISCS   | 61      | 1               |
| 2008  | Alfa Romeo GT        | Swiss Racing Technology | Didi Hoeck Jörg Chmiela Zoran Radulovicz          | SPT    | DNF     | DNF             |
| 2010  | Porsche 997 GT3 Cup  | Level Racing            | Bruno Barbaro Beppe Arlotti                       | SP7    | 29      | 6               |
| 2012  | Porsche 997 GT3 Cup  | Moore International     | Willie Moore Bill Cameron                         | SP7    | 21      | 6               |
| 2013  | Aston Martin Vantage | HRT                     | Donald Molenaer Stefan Kentemich                  | SP10   | 70      | 2               |
| 2014  | Toyota GT86 Cup      | Pit Lane                | Kurt Dujardyn Brody Bruno Barbaro                 | V3     | 90      | 6               |
| 2015  | Toyota GT86 Cup      | Pit Lane                | Brody Bruno Barbaro Jacques Derenne               | V3     | DNF     | DNF             |
| 2016  | Toyota GT86 Cup      | Pit Lane                | Brody Bruno Barbaro Maciej Drezder                | V3     | 67      | 1               |
| 2016  | Toyota GT86 Cup      | Pit Lane                | Kurt Dujardyn Jacques Derenne                     | V3     | 68      | 2               |
| 2017  | Porsche Cayman       | Pro Sport               | Marek Böckmann Jürgen Nett Dominik Schöning       | V5     | 53      | 1               |
| 2018  | Toyota GT86 Cup      | Pit Lane                | Brody Jacques Derenne Harald Rettich              | SP3    | 86      | 4               |
| 2018  | Toyota GT86 Cup      | Pit Lane                | Kurt Dujardyn Jacques Castelein                   | SP3    | DNF     | DNF             |
| 2019  | Toyota GT86 Cup      | Pit Lane                | Brody Jacques Derenne                             | SP3    | 67      | 2               |
| 2020  | Toyota GT86 Cup      | Pit Lane                | Brody Jacques Derenne                             | SP3    | DNC     | DNC             |
| 2021  | Toyota GT86 Cup      | Pit Lane                | Kurt Dujardyn Brody Jacques Derenne               | SP3    | 78      | 2               |
| 2022  | Toyota GT86 Cup      | Pit Lane                | Brody Jacques Derenne Kurt Dujardyn               | SP3    | 80      | 4               |
| 2024  | Porsche Cayman       | HYRacing                | Jacques Derenne Fabrice Reicher Bruno Barbaro     | SP4T   | 91      | 2               |